# Gustav Lüttge (Vizeadmiral)
Gustav Adolf Lüttge (* 26. Dezember 1890 in Halle/Saale; † 25. Dezember 1964 in Hamburg-Eimsbüttel) war ein deutscher Ingenieur, Volkswirt und Marineoffizier, zuletzt Vizeadmiral (Ing.) der Kriegsmarine.

## Leben
Gustav Adolf Lüttge war ein Sohn von Friedrich Heinrich Lüttge (1856–1929) und seiner Frau Emma Marie Charlotte Schenck (* 1860). Sein jüngerer Bruder war der spätere Gynäkologe Werner Heinrich. Er hatte auch noch ältere Schwestern, Hanna Louise Anna (* 1886) und Charlotte Emma Bertha (* 1888).
Am 1. Oktober 1911 trat Gustav Lüttge gemeinsam mit seinem Zwillingsbruder Friedrich Heinrich in die Kaiserliche Marine ein. Gustav Lüttge diente anfangs auf der Prinzregent Luitpold und ging im März 1915 an die Ingenieurschule. Ab September 1915 war er erst auf dem Torpedoboot G 39 und dann auf G 86. Am 18. Juli 1918 wurden sie durch Kaiserliche Kabinettsordre zum Marine-Ingenieur im Range eines Leutnants zur See befördert. Im September 1916 wechselte er zum II. Marine-Division und wurde Anfang 1917 zur Verfügung gestellt. Er kam auf die Schwaben und ging danach auf die U-Boot-Schule. Von Februar 1918 war er bis Kriegsende auf U 19 eingesetzt.
Lüttge hat später sowohl ein technisches als auch ein volkswirtschaftliches Studium abgeschlossen und promovierte zum Dr. rer. pol.
Nach dem Krieg wurde er in die Reichsmarine übernommen. Hier wurde er am 1. April 1921 zum Oberleutnant (Ing.) und am 1. Januar 1924 zum Kapitänleutnant (Ing.) befördert. 1929 war er bis zur Außerdienststellung auf der Amazone. 1931 war Lüttge, ab 1. November 1930 Korvettenkapitän, vom Marinearsenal Kiel zur Baubelehrung für das Panzerschiff Deutschland kommandiert. Anfang April 1935 wurde er zum Fregattenkapitän befördert. 1936 war er im Marinekommandoamt der Kriegsmarine in der Operationsabteilung (A I) und zugleich in der Marineausbildungsabteilung (A IV). Später war er nur noch in der Marineausbildungsabteilung und wurde hier am 1. April 1937 zum Kapitän zur See (Ing.) befördert.
Ab November 1939 wurde er Abteilungschef der Nachschubabteilung (A III) in der Seekriegsleitung. Am 1. April 1941 wurde Lüttge in dieser Position zum Konteradmiral (Ing.) befördert. Im April 1942 wurde die Abteilung in eine Amtsgruppe umgewandelt. Er wurde Amtsgruppenchef der neu geschaffenen Amtsgruppe für Nachschub und Betriebsstoffbewirtschaftung (Qu A III) und war gleichzeitig bis September 1943 Leiter der neu organisierten Nachschubabteilung (Qu A III N). Im April 1944 gab er die Leitung an Konteradmiral (Ing.) Max Adam ab.
Nach kurzer Zeit zur Verfügung des Oberkommandos der Kriegsmarine wurde er im August 1944 Chef des Amtes Rüstung und Wehrwirtschaft der Kriegsmarine. Im Januar übernahm er das Amt des Kohlenkommissars der Kriegsmarine. Am 1. April 1945 erfolgte seine Beförderung zum Vizeadmiral. Nach Kriegsende befand er sich bis zum 20. April 1947 in Kriegsgefangenschaft.
Am 11. Februar 1926 heiratete Lüttge in Berlin Erna Marie Hartmanns (* 1899).